# Lütticher Sirup

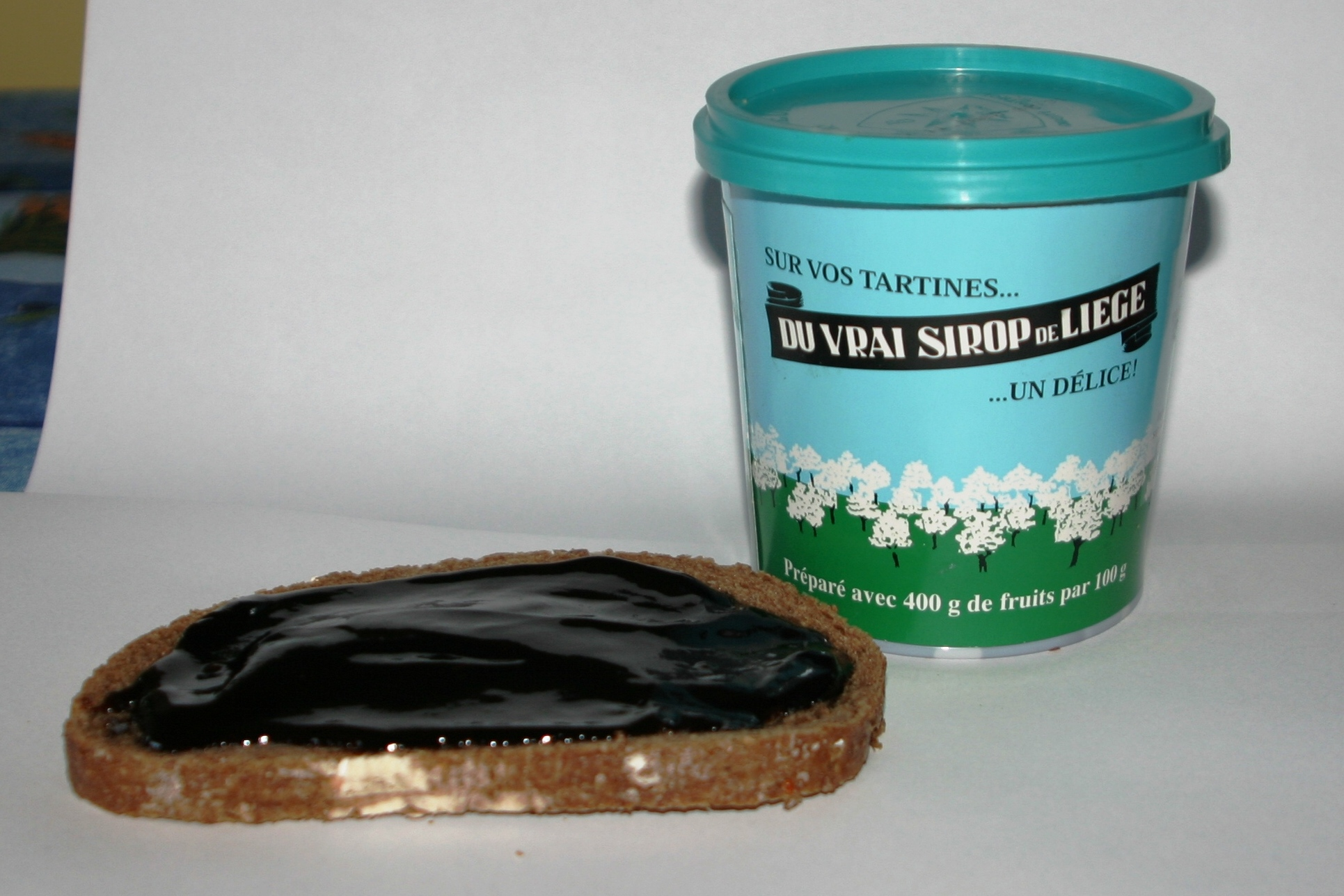
Lütticher Sirup und Butterbrot

Lütticher Sirup (französisch sirop de Liège, niederländisch Luikse stroop) ist ein traditionelles Produkt der Region Lüttich in Belgien. Es handelt sich dabei um einen dunklen, festen Sirup, der – ähnlich wie Latwerge – aus eingekochten Äpfeln und/oder Birnen hergestellt wird. In der industriellen Produktion werden manchmal auch Datteln beigefügt. Er wird als Brotaufstrich verwendet, kommt aber auch in der belgischen Küche zum Einsatz. Das Produkt ähnelt dem in Deutschland bekannten Apfelkraut und dem Schweizer Birnenhonig.